# Ligurie
Cet article possède des paronymes, voir Liguori et Ligure.
La région de Ligurie (en italien : Regione Liguria, /liˈɡuːrja/), plus couramment appelée Ligurie, est une  région d'Italie située dans le Nord-Ouest de la péninsule. Son nom vient du peuple antique des Ligures, même si ceux-ci occupaient un territoire beaucoup plus étendu que celui de la Ligurie actuelle.
La Ligurie actuelle forme un arc de cercle autour de la mer Ligure le long de la Riviera ligure. Elle est entourée par les Alpes et les Apennins. C'est une région montagneuse aux nombreuses vallées ouvertes sur la mer qui, en 2024, compte environ 1,5 million d'habitants.

## Géographie
Avec 5 421 km2, la Ligurie est la troisième plus petite région d'Italie, après le Val d'Aoste et le Molise. Mais ses 298 habitants par km2 en font aussi la troisième région la plus densément peuplée, après la Lombardie et la Campanie.
Entre les Alpes et les Apennins, elle forme un arc de cercle autour du golfe de Gênes, partie de la mer Ligure. Elle borde la France à l'ouest (région Provence-Alpes-Côte d'Azur), le Piémont au nord, l'Émilie-Romagne et la Toscane à l'est et au sud-est.
La côte est rocheuse et les reliefs sont marqués. La ville portuaire de Gênes, située au centre, domine démographiquement la région, avec plus de 600 000 habitants. Hors de cette ville, on distingue habituellement deux régions côtières : la riviera di levante à l'est, et la riviera di ponente à l'ouest. Sur ces côtes se trouvent les autres villes, de tailles assez modestes. La Spezia arrive en seconde position, avec moins de 100 000 habitants.

### Lieux remarquables
| Ville métropolitaine de Gênes | Ville métropolitaine de Gênes                                                                                            | Province d'Imperia | Province de La Spezia                                         | Province de Savone |
| - Golfo Paradiso - Tigullio - Appenino ligure - Val Bisagno - Val d'Aveto - Valle dell'Orba - Val Fontanabuona - Val Graveglia - Val Lerone - Penisola di Portofino | - Val Petronio - Val Polcevera - Val Trebbia - Valle Argentea - Valle Scrivia - Valle Stura - Valle Sturla - Val Varenna | - Valle Argentina - Valle Armea - Valle Intemelia - Valle Impero - Alta Valle Arroscia - Golfo Dianese - Alpi Liguri - Val Nervia | - Cinque Terre - Golfo dei Poeti - Val di Magra - Val di Vara | - Altopiano delle Mànie - Val Bormida - Val Gargassa - Val Lerrone - Val Merula - Val Neva - Valle Arroscia - Valle Pennavaira - Valle Stura - Alta Valle dell'Orba - Appenino ligure - Grotte di Toirano |

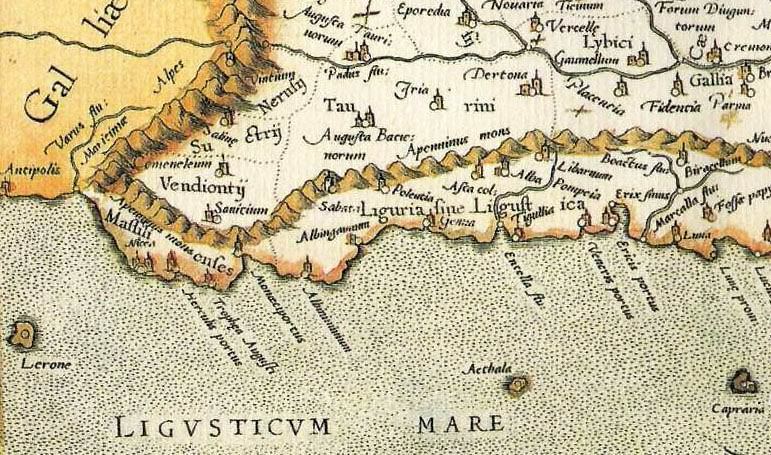
Carte de la Ligurie antique faite en 1576 par Gérard Mercator.
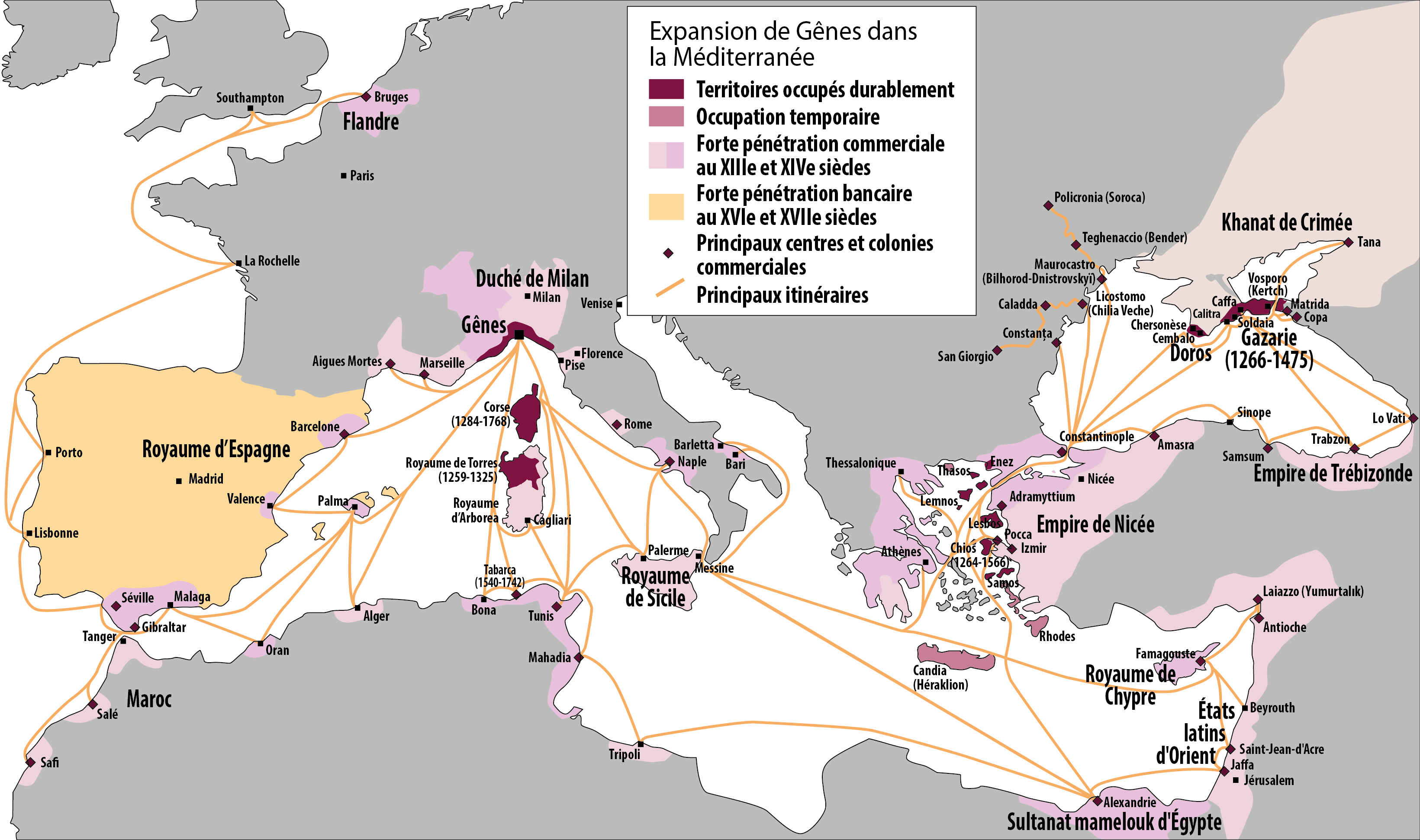
La république de Gênes.
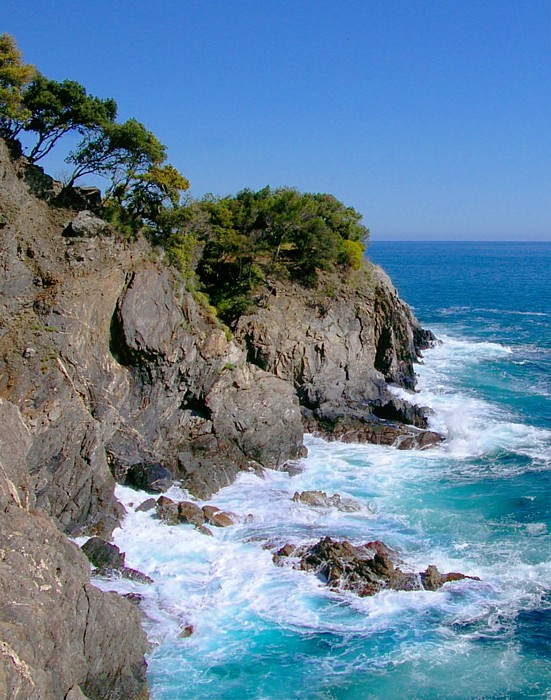
Vue des Cinque Terre.
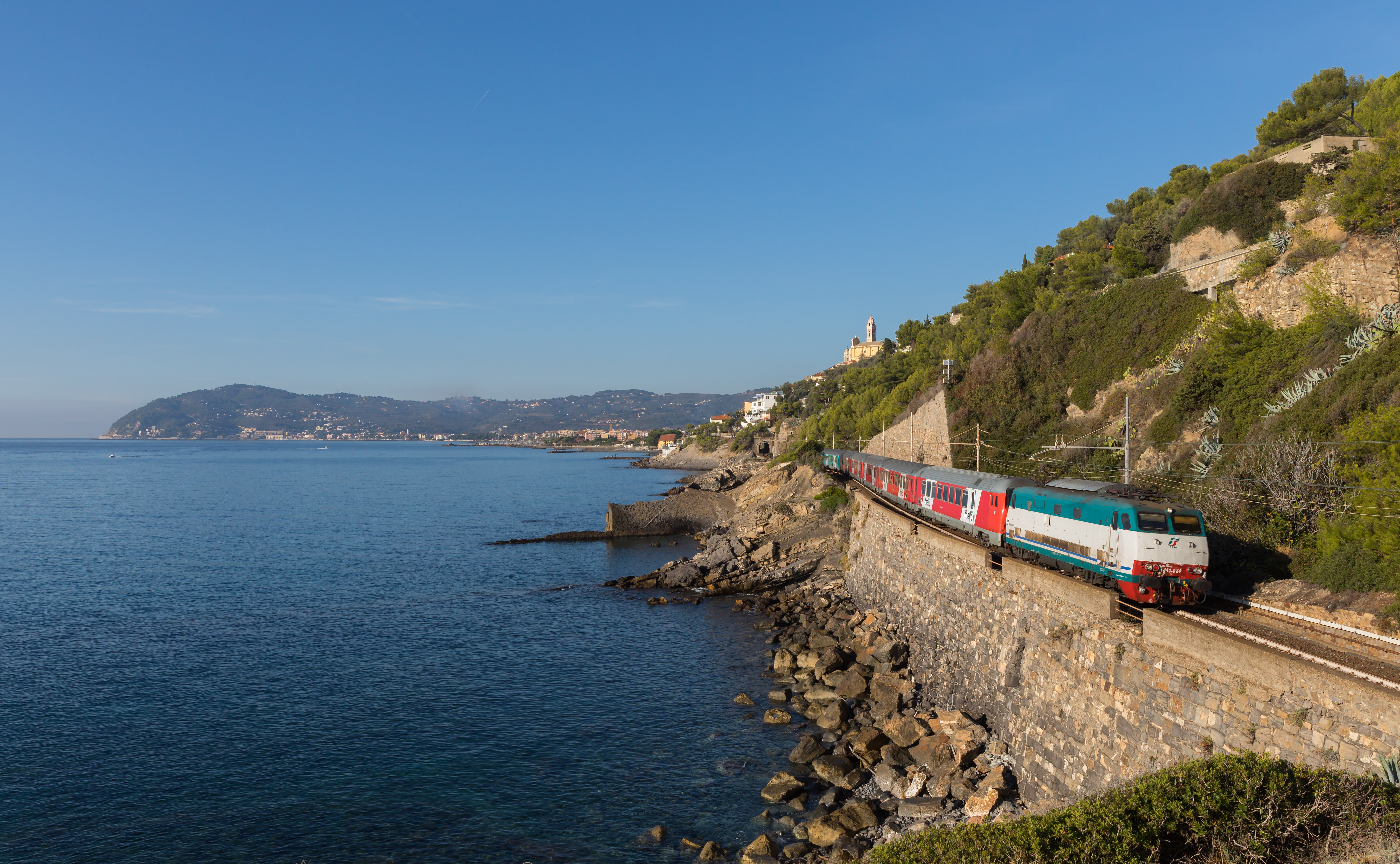
Voie de chemin de fer sur la côte.
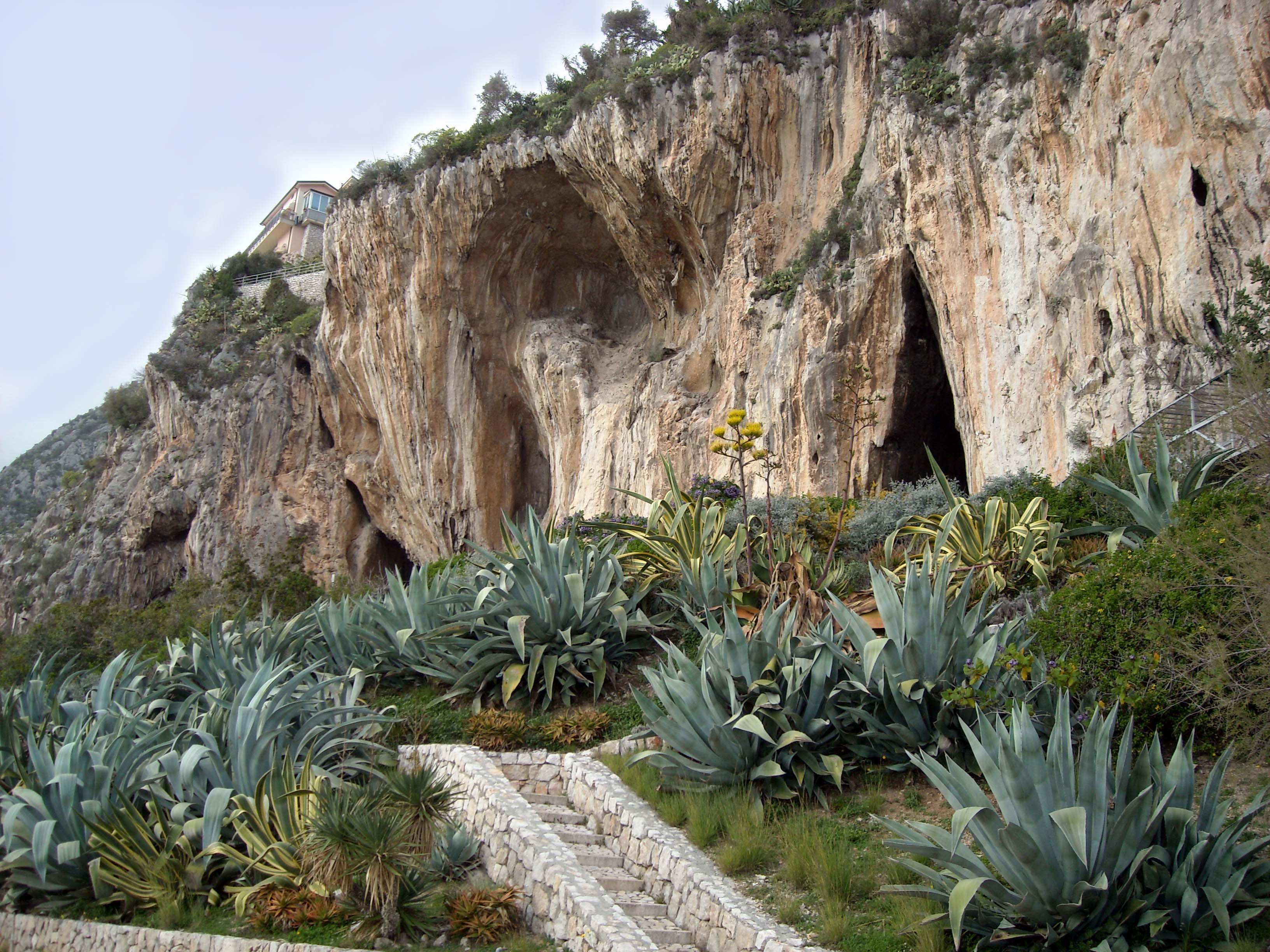
Les grottes de Balzi Rossi, situées sur une falaise d'environ 100 mètres de haut, montrent des traces d'occupation humaine du Paléolithique moyen.

### Sismicité
La côte ligure se trouve à proximité d'importantes failles sous-marines dues au jeu des plaques tectoniques. La région, d'une sismicité modérée selon les spécialistes, enregistre des secousses régulières. On y redoute un séisme de forte amplitude, soit supérieur à 6 sur l'échelle de Richter, à l'instar du tremblement de terre du 23 février 1887. L'épicentre s'était situé en mer, au large de Diano Marina. L'onde de choc affecta une aire de 300 000 km2, faisant 640 victimes et 566 blessés sur la Riviera italienne.

## Histoire

### Préhistoire et Antiquité

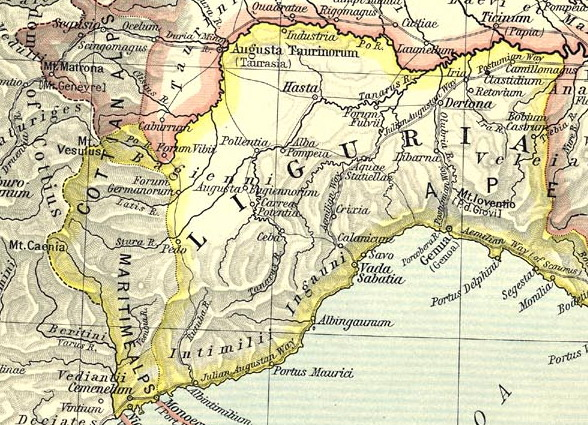
Carte de la Ligurie antique (Regio IX Liguria), comprise entre les fleuves du Var et de la Magra.

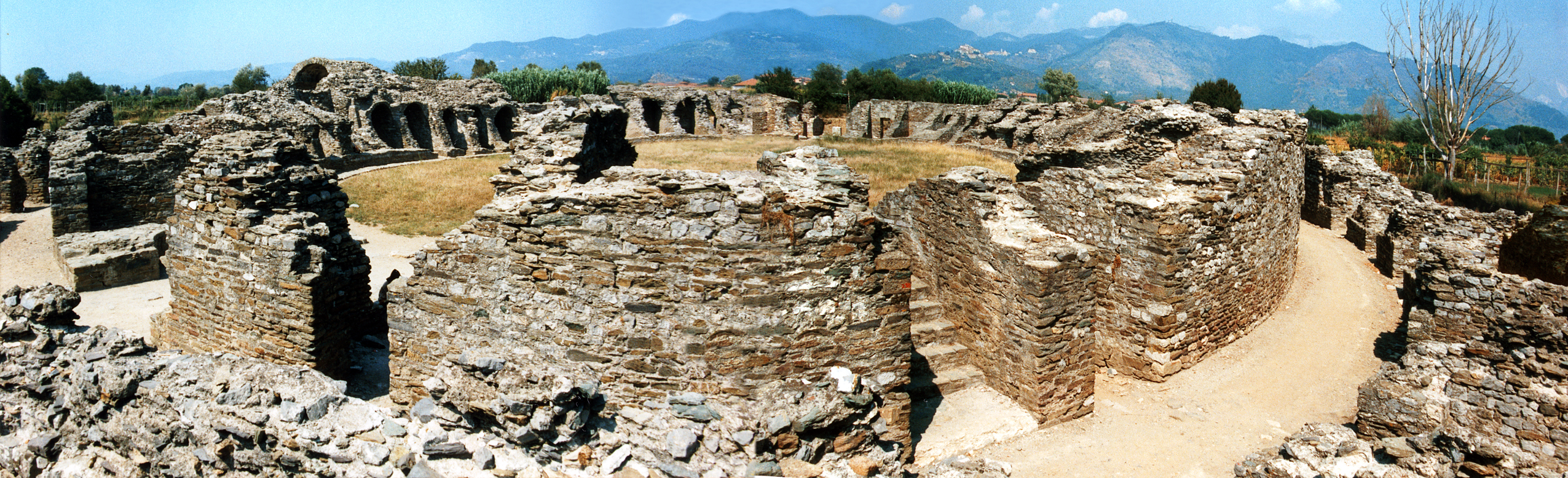
L'amphithéâtre romain de Luni.

La diffusion du néolithique atteint le nord-ouest de la zone géographique italienne vers le IXe millénaire avant notre ère, lorsque les populations appartenant à la culture de la céramique imprimée s'y installent arrivant d'Anatolie. La céramique à bouche carrée se développe plus tard et se répand dans toute la Ligurie et le nord de l'Italie au cours du cinquième millénaire avant notre ère (vers 5000 à 4300 avant notre ère). Plus tard, la Ligurie est la voie d'accès pour la propagation du Chasséen dans le nord de l'Italie (vers 4300–3700 avant notre ère). L'âge des métaux en Ligurie est subdivisé en âge du cuivre (c. 3700–2200 avant notre ère), âge du bronze (début : 2200–1600 avant notre ère ; milieu : 1600–1350 avant notre ère ; fin : 1350–900 avant notre ère) et âge du fer (vers 900 avant notre ère à la conquête romaine en 180 avant notre ère).
Selon des sources classiques, les Ligures vivaient autrefois sur un territoire bien plus vaste que la Ligurie actuelle. Par exemple, la colonie grecque de Marseille moderne, était située à l'occident du territoire ligure.
La géographie de Strabon, du livre 2, chapitre 5, section 28 :

« Les Alpes sont habitées par de nombreuses nations, toutes celtiques à l'exception des Ligures, qui, bien que d'une race différente, leur ressemblent étroitement dans leur mode de vie. Ils (les Ligures) habitent cette partie des Alpes qui est à côté des Apennins, et aussi une partie des Apennins eux-mêmes. Cette dernière crête montagneuse traverse toute la longueur de l'Italie du nord au sud et se termine au détroit de Sicile. »

— Strabon (Ier siècle av. J.-C.).
Cette zone correspond à l'actuelle région de la Ligurie en Italie ainsi qu'au département des Alpes Maritimes dont la majeure partie est également située dans la zone géographique italienne.
L'écrivain, naturaliste et philosophe romain Pline l'Ancien écrit dans son livre L'Histoire Naturelle livre III chapitre 7 sur les Ligures et la Ligurie :

« Les plus célèbres des tribus ligures au-delà des Alpes sont les Salluvii, les Deciates et les Oxubii (...) La côte de la Ligurie s'étend sur 211 milles40, entre les fleuves Var et Magra. »

— Pline l'Ancien (Ier siècle).
Tout comme Strabon, Pline l'Ancien situe la Ligurie entre les fleuves du Var et de la Magra. Il cite également les peuples ligures vivant de l'autre côté des rives du Var et des Alpes. Il écrit dans son livre L'Histoire Naturelle livre III chapitre 6 :

« La Gaule est séparée de l'Italie par le fleuve Var, et par la chaîne des Alpes (...) Forum Julii Octavanorum, une colonie, qui est aussi appelée Pacensis et Classica, le fleuve Argenteus, qui le traverse, puis le district des Oxubii et celui des Ligauni (populations ligures), au-dessus desquels se trouvent les Suetris, les Quariats et les Adunicates (populations celtes). Sur la côte, nous avons Antipolis, ville de droit latin, le district des Deciates (population ligures), et le fleuve Var, qui vient du mont Cema, dans les Alpes. »

— Pline l'Ancien (Ier siècle).
Il n'y a donc aucun témoignage archéologique ou texte ancien qui affirme la présence des Ligures dans le sud de la Gaule excepté dans l'Ouest des Alpes-Maritimes, car l'Est de ce département est dans la zone géographique italienne. On note que Pline l'Ancien cite les peuples ligures entre le fleuve Argenteus et le Var, qui correspond à la partie occidentale des Alpes-Maritimes. Le sud de la Gaule était donc peuplé de Celtes avant les invasions germaniques des Francs à la fin de l'Empire romain. Alors que la Ligurie était peuplée de population italique, les Ligures.
Pendant la première guerre punique, les anciens Ligures étaient divisés, certains se rangeant du côté de Carthage et une minorité du côté de Rome, dont les alliés comprenaient les futurs Génois. Sous Auguste, la Ligurie a été désignée sous le nom de Regio IX Liguria, qui s'étendait de la côte aux rives du Pô, comprise entre les fleuves du Var et de la Magra. Les grandes routes romaines (Aurelia et Julia Augusta sur la côte, Postumia et Aemilia Scauri vers l'intérieur des terres) ont contribué à renforcer l'unité territoriale et à accroître la communication et le commerce. D'importantes villes se sont développées sur la côte, dont des vestiges sont restés dans les ruines d'Albenga, de Vintimille et de Luni.

### Moyen Âge

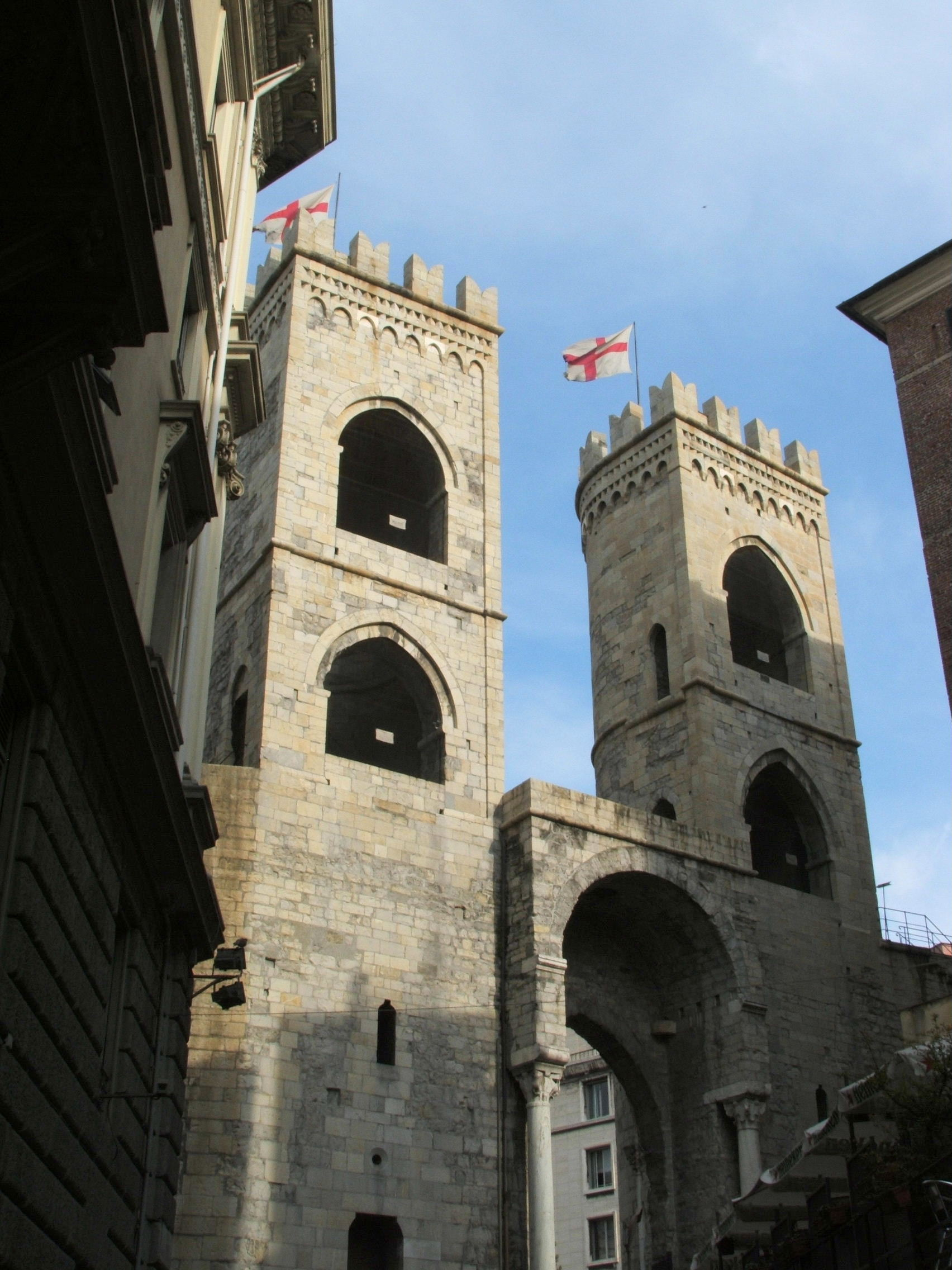
Porte médiévale de Gênes.

Entre le IVe et le Xe siècle, la Ligurie fait initialement partie de l'Italie byzantine, avant d'échoir aux Lombards du roi Rothari (environ 641) puis aux Francs (environ 774). Elle a également été pillée par les sarrasins et les normands. Au Xe siècle, une fois que le danger des pirates a diminué, le territoire ligure a été divisé en trois marches : Obertenga (est), Arduinica (ouest) et Aleramica (centre). Aux XIe et XIIe siècles, les marches ont été divisées en fiefs, puis avec le renforcement du pouvoir des évêques, la structure féodale a commencé à s’affaiblir partiellement. Les principales villes liguriennes, en particulier sur la côte, devinrent des cités-États sur lesquelles la cité de Gênes étendit bientôt son hégémonie. À l'intérieur des terres, cependant, les fiefs appartenant à des familles nobles ont longtemps pu maintenir leur indépendance.
Entre le XIe siècle (lorsque les navires génois ont joué un rôle majeur dans la première croisade, transportant des chevaliers et des troupes au Moyen-Orient moyennant paiement) et le XVe siècle, la république de Gênes connaît un essor politique et commercial extraordinaire (principalement dans le commerce des épices avec l'Orient). Elle fut l'une des républiques maritimes les plus puissantes de la Méditerranée du XIIe au XIVe siècle : après la victoire décisive de la bataille de la Meloria (1284), elle acquiert le contrôle de la mer Tyrrhénienne et est présente dans les centres névralgiques du pouvoir pendant la dernière phase de l'Empire byzantin, ayant des colonies jusqu'en mer Noire et en Crimée.
Après l'obtention à vie du titre de doge (1339) et l'élection de Simone Boccanegra, Gênes reprend ses combats contre le marquis de Finale et les comtes de Laigueglia ; elle conquiert à nouveau les territoires de Finale, Oneglia et Porto Maurizio. Malgré ses succès militaires et commerciaux, Gênes devient la proie des factions internes qui fragilisent sa structure politique. En raison de sa situation vulnérable, la république tombe entre les mains de la famille Visconti de Milan. Après l'expulsion de celle-ci par les forces populaires sous la direction de Boccanegra, la république reste aux mains des Génois jusqu'en 1396, lorsque l'instabilité interne amène le doge Antoniotto Adorno (1340-1398) à céder le titre de seigneur de Gênes au roi de France. Les Français sont chassés en 1409 et la Ligurie revient sous contrôle milanais de 1421 à 1435.

### Histoire moderne
L'alternance des dominations française et milanaise sur la Ligurie se poursuit jusqu'à la première moitié du XVIe siècle. L'influence française cessa en 1528, lorsqu'Andrea Doria s'allia avec le puissant roi d'Espagne et imposa un gouvernement aristocratique, ce qui conféra à la république une stabilité relative pendant environ 250 ans.
La proposition spéculative de l'explorateur génois Christophe Colomb d'atteindre les Indes orientales en naviguant vers l'ouest reçut le soutien de la couronne espagnole, qui y vit une occasion de prendre le dessus sur des pouvoirs rivaux dans la lutte pour le commerce lucratif des épices avec l'Asie.
La valeur des routes commerciales depuis Gênes vers le Proche-Orient diminua pendant l'ère des découvertes, lorsque les explorateurs portugais découvrirent des routes vers l'Asie par le cap de Bonne-Espérance. Les crises internationales du XVIIe siècle, qui se terminèrent pour Gênes avec le bombardement en 1684 par la flotte de Louis XIV, restaurèrent l'influence française sur la république. En conséquence, le territoire ligure fut traversé par les armées piémontaise et autrichienne lorsque ces deux États entrèrent en conflit avec la France. L'Autriche occupa Gênes en 1746 mais les troupes des Habsbourg furent repoussées par une insurrection populaire. La première campagne italienne de Napoléon marqua la fin de l'État génois oligarchique, transformé en République ligure, sur le modèle de la république française. Après l'union d'Oneglia et de Loano (1801), la Ligurie fut annexée à l'empire français (1805) et divisée par Napoléon en trois départements : Montenotte, avec pour capitale Savone, Gênes, avec pour capitale Gênes et le département des Apennins, avec comme capitale Chiavari.
Après une courte période d'indépendance en 1814, le congrès de Vienne (1815) décida que la Ligurie devait être annexée au royaume de Sardaigne. Le soulèvement génois contre la maison de Savoie en 1821, réprimé dans une grande effusion de sang, réveilla les sentiments nationaux de la population. Certaines des figures les plus prestigieuses du Risorgimento sont nées en Ligurie (Giuseppe Mazzini, Goffredo Mameli, Nino Bixio). Le patriote et général italien Giuseppe Garibaldi, né dans la ville voisine de Nice (qui faisait alors partie de l'État sarde), a commencé son expédition des Mille dans la soirée du 5 mai 1860 à partir d'un rocher à Quarto, un quartier de Gênes.
À la fin du XIXe et au début du XXe siècle, la croissance économique de la région est remarquable : les aciéries et les chantiers navals prospèrent le long de la côte d'Imperia à La Spezia, tandis que Gênes est devenu la pointe méridionale du triangle industriel italien et son port son centre commercial. Au cours de la Seconde Guerre mondiale, la Ligurie subit de lourds bombardements, la faim et deux ans d'occupation par les troupes allemandes, contre lesquelles une lutte de libération est menée - parmi les plus efficaces d'Italie. Lorsque les troupes alliées sont finalement entrées à Gênes, elles sont accueillies par des partisans italiens qui, lors de l'insurrection réussie, ont libéré la ville et accepté la reddition du commandement allemand local. Pour cet exploit, la ville a reçu la médaille d'or de la valeur militaire.

## Politique
À l'issue des élections régionales de 2024, le conseil régional de Ligurie compte 18 élus de la coalition de centre droit et 13 élus de celle de centre gauche.
|                        |                        |            |            |                      |                                          |                                          |         |         |         |               |               |       |  |  |
| Présidence             | Présidence             | Présidence | Présidence | Présidence           | Conseil                                  | Conseil                                  | Conseil | Conseil | Conseil | Conseil       | Conseil       | Total |  |  |
| Candidats              | Candidats              | Votes      | %          | Élus                 | Partis                                   | Partis                                   | Votes   | %       | +/-     | Sièges        | +/-           | Total |  |  |
|                        | Marco Bucci (Ind.)     | 291 089    | 48,77      | 1                    |                                          | Frères d'Italie (FdI)                    | 84 836  | 15,08   | 4,21    | 5             | 2             |       |  |  |
|                        | Marco Bucci (Ind.)     | 291 089    | 48,77      | 1                    | La Ligurie gagne                         | 53 220                                   | 9,46    | Nv.     | 3       | 3             |               |       |  |  |
|                        | Marco Bucci (Ind.)     | 291 089    | 48,77      | 1                    | Ligue (Lega)                             | 47 656                                   | 8,47    | 8,67    | 3       | 3             |               |       |  |  |
|                        | Marco Bucci (Ind.)     | 291 089    | 48,77      | 1                    | Forza Italia (FI)                        | 44 854                                   | 7,97    | 2,70    | 3       | 2             |               |       |  |  |
|                        | Marco Bucci (Ind.)     | 291 089    | 48,77      | 1                    | Orgueil ligurien                         | 32 070                                   | 5,70    | Nv.     | 3       | 3             |               |       |  |  |
|                        | Marco Bucci (Ind.)     | 291 089    | 48,77      | 1                    | Union de centre (UdC)                    | 7 298                                    | 1,30    | 0,65    | —       | en stagnation |               |       |  |  |
|                        | Marco Bucci (Ind.)     | 291 089    | 48,77      | 1                    | Alternative populaire (AP)               | 1 929                                    | 0,34    | Nv.     | —       | en stagnation |               |       |  |  |
| Total Centre-droit     | Total Centre-droit     | 291 089    | 48,77      | 1                    | 271 863                                  | 48,33                                    | 8,20    | 17      | 1       | 18            |               |       |  |  |
|                        | Andrea Orlando (PD)    | 282 671    | 47,36      | 1                    |                                          | Parti démocrate (PD)                     | 160 148 | 28,47   | 8,58    | 8             | 2             |       |  |  |
|                        | Andrea Orlando (PD)    | 282 671    | 47,36      | 1                    | Alliance verts et gauche (AVS)           | 34 721                                   | 6,17    | Nv.     | 2       | 2             |               |       |  |  |
|                        | Andrea Orlando (PD)    | 282 671    | 47,36      | 1                    | Liste Orlando                            | 29 818                                   | 5,30    | Nv.     | 1       | 1             |               |       |  |  |
|                        | Andrea Orlando (PD)    | 282 671    | 47,36      | 1                    | Mouvement 5 étoiles (M5S)                | 25 670                                   | 4,56    | 3,22    | 1       | 1             |               |       |  |  |
|                        | Andrea Orlando (PD)    | 282 671    | 47,36      | 1                    | Pacte civique réformiste (A-PRI-MRE-PER) | 9 813                                    | 1,74    | Nv.     | —       | en stagnation |               |       |  |  |
|                        | Andrea Orlando (PD)    | 282 671    | 47,36      | 1                    | La Ligurie la tête haute                 | 9 125                                    | 1,62    | Nv.     | —       | en stagnation |               |       |  |  |
| Total Centre-gauche    | Total Centre-gauche    | 282 671    | 47,36      | 1                    | 269 295                                  | 47,88                                    | 9,14    | 12      | 1       | 13            |               |       |  |  |
|                        | Nicola Morra           | 5 224      | 0,88       | —                    |                                          | Unis pour la Constitution                | 4 934   | 0,88    | Nv.     | 0             | en stagnation | 0     |  |  |
|                        | Nicola Rollando        | 5 079      | 0,85       | —                    |                                          | Pour l'Alternative (PaP-PCI-PRC)         | 4 920   | 0,87    | Nv.     | 0             | en stagnation | 0     |  |  |
|                        | Francesco Toscano      | 5 071      | 0,85       | —                    |                                          | Démocratie souveraine et populaire (DSP) | 4 709   | 0,84    | Nv.     | 0             | en stagnation | 0     |  |  |
|                        | Marco Ferrando         | 2 099      | 0,35       | —                    |                                          | Parti communiste des travailleurs (PCL)  | 1 813   | 0,32    | Abs.    | 0             | en stagnation | 0     |  |  |
|                        | Maria Antonietta Cella | 2 076      | 0,35       | —                    |                                          | Parti populaire du Nord                  | 1 674   | 0,30    | Nv.     | 0             | en stagnation | 0     |  |  |
|                        | Davide Felice          | 1 855      | 0,31       | —                    |                                          | Force du peuple (FdP)                    | 1 697   | 0,30    | Nv.     | 0             | en stagnation | 0     |  |  |
|                        | Alessandro Rosson      | 1 668      | 0,28       | —                    |                                          | Indépendance!                            | 1 569   | 0,28    | Nv.     | 0             | en stagnation | 0     |  |  |
|                        |                        |            |            |                      |                                          |                                          |         |         |         |               |               |       |  |  |
| Votes valides          | Votes valides          | 596 832    | 96,77      |                      | Votes valides                            | Votes valides                            | 562 474 | 91,20   |         |               |               |       |  |  |
| Votes blancs et nuls   | Votes blancs et nuls   | 19 916     | 3,23       | Votes blancs et nuls | Votes blancs et nuls                     | 54 274                                   | 8,80    |         |         |               |               |       |  |  |
| Total candidats        | Total candidats        | 616 748    | 100        | 2                    | Total partis                             | Total partis                             | 616 748 | 100     | -       | 29            | en stagnation | 31    |  |  |
| Abstentions            | Abstentions            | 724 945    | 54,03      |                      |                                          |                                          |         |         |         |               |               |       |  |  |
| Inscrits/participation | Inscrits/participation | 1 341 693  | 45,97      |                      |                                          |                                          |         |         |         |               |               |       |  |  |

## Subdivisions

Les quatre provinces de Ligurie.

La Ligurie compte une ville métropolitaine et trois provinces, d'ouest en est : Imperia, Savone, Gênes et La Spezia.
| Province / Ville métropolitaine | Superficie (km2) | Population (hab.) | Densité (hab./km2) | Communes (nombre) |
| Gênes                           | 1 838            | 890 863           | 485                | 67                |
| Imperia                         | 1 156            | 215 591           | 187                | 67                |
| La Spezia                       | 881              | 219 366           | 249                | 32                |
| Savone                          | 1 545            | 281 620           | 182                | 69                |
| Total                           | 5 420            | 1 507 440         | 297                | 235               |

## Environnement
La Ligurie compte un parc national, huit parcs régionaux et trois réserves naturelles.

### Parcs régionaux et nationaux
| Dénomination                                 | Zone géographique                                | Communes | État | Site                                  |
| -------------------------------------------- | ------------------------------------------------ | --- | ---- | ------------------------------------- |
| Parc naturel régional de l'Antola            | Ville métropolitaine de Gênes                    | Busalla, Crocefieschi, Fascia, Gorreto, Montebruno, Propata, Ronco Scrivia, Rondanina, Savignone, Torriglia, Valbrevenna, Vobbia | 4837 | Site                                  |
| Parc naturel régional de l'Aveto             | Ville métropolitaine de Gênes                    | Borzonasca, Mezzanego, Ne, Rezzoaglio, Santo Stefano d'Aveto                                                                     | 3018 | Site                                  |
| Parc naturel régional del Beigua             | Ville métropolitaine de Gênes/Province de Savone | Arenzano, Campo Ligure, Cogoleto, Gênes, Masone, Rossiglione, Sassello, Stella, Tiglieto, Varazze                                | 8715 | Site                                  |
| Parc naturel régional de Bric Tana           | Province de Savone                               | Millesimo | 170  | Site                                  |
| Parc national des Cinque Terre               | Province de La Spezia                            | La Spezia, Levanto, Monterosso al Mare, Riomaggiore, Vernazza                                                                    | 3859 | Site                                  |
| Parc naturel régional de Montemarcello-Magra | Province de La Spezia                            | | 2726 | Site                                  |
| Parc naturel régional de Piana Crixia        | Province de Savone                               | Piana Crixia | 794  | Site                                  |
| Parc naturel régional de Portofino           | Ville métropolitaine de Gênes                    | Camogli, Portofino, Santa Margherita Ligure                                                                                      | 1056 | Site                                  |
| Parc naturel régional de Porto Venere        | Province de La Spezia                            | Porto Venere | 279  | Site                                  |
| Parc naturel régional des Alpes Ligures      | Province d'Imperia                               | Triora, Montegrosso Pian Latte, Cosio di Arroscia, Pigna, Mendatica, Rezzo, Rocchetta Nervina                                    |      | / parco.alpi.liguri /index.html. Site |

## Personnalités
- Anna Cantoni (1769-1846)